# Adromischus mammillaris
Adromischus mammillaris är en fetbladsväxtart som först beskrevs av Carl von Linné d.y., och fick sitt nu gällande namn av Lem.. Adromischus mammillaris ingår i släktet Adromischus och familjen fetbladsväxter. Inga underarter finns listade i Catalogue of Life.

## Bildgalleri

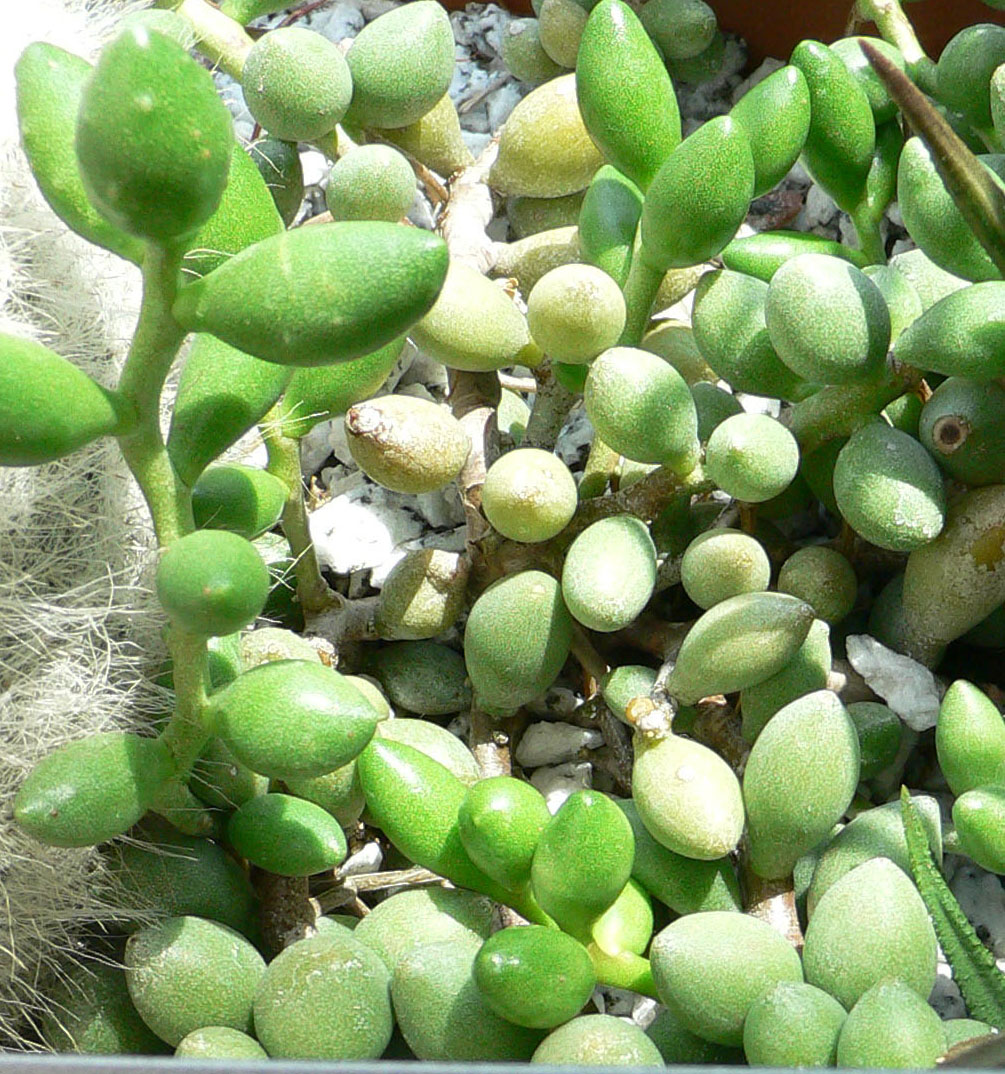